# Endophyllum lacus-regis
Endophyllum lacus-regis är en svampart som beskrevs av Savile & Parmelee 1956. Endophyllum lacus-regis ingår i släktet Endophyllum och familjen Pucciniaceae.   Inga underarter finns listade i Catalogue of Life.